# Тревенцуоло
Тревенцуо̀ло (на италиански: Trevenzuolo; на венециански: Trevensol, Тревенсол) е малко градче и община в Северна Италия, провинция Верона, регион Венето. Разположено е на 31 m надморска височина. Населението на общината е 2753 души (към 2015 г.).